# Aldehuela de Periáñez
Aldehuela de Periáñez település Spanyolországban, Soria tartományban. Aldehuela de Periáñez Arancón, Candilichera, Renieblas, Almajano és Narros községekkel határos. Lakosainak száma 30 fő (2024).

## Népesség
A település népessége az elmúlt években az alábbi módon változott:
| Lakosok száma | 41   | 53   | 51   | 53   | 50   | 39   | 37   | 41   | 35   | 30   |
|               | 2001 | 2004 | 2007 | 2009 | 2012 | 2014 | 2017 | 2019 | 2022 | 2024 |